# Olanta
Olanta és una població dels Estats Units a l'estat de Carolina del Sud. Segons el cens del 2000 tenia 613 habitants.

## Demografia
Segons el cens del 2000, Olanta tenia 613 habitants, 206 habitatges i 133 famílies. La densitat de població era de 244 habitants/km².
Dels 206 habitatges en un 28,2% hi vivien nens de menys de 18 anys, en un 40,8% hi vivien parelles casades, en un 20,4% dones solteres, i en un 35,4% no eren unitats familiars. En el 32% dels habitatges hi vivien persones soles el 14,1% de les quals corresponia a persones de 65 anys o més que vivien soles. El nombre mitjà de persones vivint en cada habitatge era de 2,47 i el nombre mitjà de persones que vivien en cada família era de 3,15.
Per edats la població es repartia de la següent manera: un 21,4% tenia menys de 18 anys, un 7,3% entre 18 i 24, un 27,2% entre 25 i 44, un 22,7% de 45 a 60 i un 21,4% 65 anys o més.
L'edat mediana era de 41 anys. Per cada 100 dones de 18 o més anys hi havia 105,1 homes.
La renda mediana per habitatge era de 27.813$ i la renda mediana per família de 27.813$. Els homes tenien una renda mediana de 28.438$ mentre que les dones 17.361$. La renda per capita de la població era de 12.606$. Entorn del 17,8% de les famílies i el 28,5% de la població estaven per davall del llindar de pobresa.

## Poblacions més properes
El següent diagrama mostra les poblacions més properes.